# Liste der Baudenkmäler in Aachen-Mitte (E–G)
Die Liste der Baudenkmäler in Aachen-Mitte (E–G) enthält die denkmalgeschützten Bauwerke auf dem Gebiet des Stadtbezirks Aachen-Mitte in Nordrhein-Westfalen (Stand: 25. April 2024). Diese Baudenkmäler sind in der Denkmalliste der Stadt Aachen eingetragen; Grundlage für die Aufnahme ist das Denkmalschutzgesetz Nordrhein-Westfalen (DSchG NRW).

## Denkmäler
| Bild                                                  | Bezeichnung                                           | Lage                                                                 | Beschreibung | Bauzeit                                | Eingetragen seit   | Denkmal- nummer  |
| ----------------------------------------------------- | ----------------------------------------------------- | -------------------------------------------------------------------- | --- | -------------------------------------- | ------------------ | ---------------- |
| „Gut Weyern“                                          | „Gut Weyern“                                          | Eberburgweg 2 Karte                                                  | dreiflügeliger Hof in Backstein, weiß geschlämmt, Wohnhaus zweigeschossig mit unregelmäßigen Fensterachsen, zum Teil mit Blausteingewänden, am rechten Winkel dazu eingeschossiges Stallgebäude mit gegenüberliegender Scheune mit Tordurchfahrt, zur Straße hin Hofmauer mit Toreinfahrt, Satteldächer. | 18. Jh.                                | 27. April 1983     | 05334002 A 02360 |
| Wohnhaus„Eberburg“                                    | Wohnhaus „Eberburg“                                   | Eberburgweg 4 Karte                                                  | neubarocke verputzte Villa, 1-geschossig über hohem Sockelgeschoss und mit abgewalmten Mansarddach, der Mittelrisalit mit Erker und Blendgiebel, Architekt: Wilhelm Wickop | Anfang 20. Jh.                         | 11. Oktober 1982   | 05334002 A 00767 |
| Wohnhaus                                              | Wohnhaus                                              | Eberburgweg 49 Karte                                                 | Doppelvilla im Landhausstil linker Trakt, Architekt Hans Morgenrath. | 1930er-Jahre                           | 20. Dezember 2023  | 05334002 A 03672 |
| Wohnhaus                                              | Wohnhaus                                              | Eberburgweg 51 Karte                                                 | Doppelvilla im Landhausstil, rechter Trakt, Architekt Hans Morgenrath. | 1930er-Jahre                           | 15. Januar 2024    | 05334002 A 03673 |
| Studentendorf                                         | Studentendorf                                         | Eckertweg 20 Karte                                                   | | 1953                                   | 30. Dezember 1996  | 05334002 A 03390 |
| Wohnhaus                                              | Wohnhaus                                              | Eifelstraße 5 Karte                                                  | |                                        | 09. November 1984  | 05334002 A 00389 |
| Wohnhaus                                              | Wohnhaus                                              | Eifelstraße 7 Karte                                                  | |                                        | 18. Juni 1984      | 05334002 A 02801 |
| Wohnhaus                                              | Wohnhaus                                              | Eifelstraße 9 Karte                                                  | |                                        | 19. Juni 1984      | 05334002 A 02806 |
| Wohnhäuser                                            | Wohnhäuser                                            | Eifelstraße 11 Karte                                                 | |                                        | 18. Juni 1984      | 05334002 A 02791 |
| Wohnhäuser                                            | Wohnhäuser                                            | Eifelstraße 13 Karte                                                 | |                                        | 19. Juni 1984      | 05334002 A 02807 |
| Wohnhaus (Teile)                                      | Wohnhaus (Teile)                                      | Eifelstraße 19 Karte                                                 | |                                        | 25. Mai 1984       | 05334002 A 00212 |
| Wohnhäuser                                            | Wohnhäuser                                            | Eifelstraße 21, 23, 25 Karte                                         | | Nr. 21: 1905                           |                    |                  |
| Wohnhaus                                              | Wohnhaus                                              | Eifelstraße 26–28 Karte                                              | |                                        |                    |                  |
| Wohnhäuser                                            | Wohnhäuser                                            | Eifelstraße 38, 40 Karte                                             | |                                        |                    |                  |
| Wohnhäuser                                            | Wohnhäuser                                            | Eifelstraße 39, 41 Karte                                             | |                                        |                    |                  |
| Wohnhäuser                                            | Wohnhäuser                                            | Eifelstraße 42, 44, 46 Karte                                         | |                                        |                    |                  |
| Wohnhäuser                                            | Wohnhäuser                                            | Eifelstraße 43, 45 Karte                                             | |                                        |                    |                  |
| Wohnhäuser                                            | Wohnhäuser                                            | Eifelstraße 47, 49, 51 Karte                                         | |                                        |                    |                  |
| Wohnhaus (Teile)                                      | Wohnhaus (Teile)                                      | Eilfschornsteinstraße 4 Karte                                        | |                                        |                    |                  |
| Wohn- / Geschäftshaus                                 | Wohn- / Geschäftshaus                                 | Eilfschornsteinstraße 6 Karte                                        | zweigeschossiges Gebäude mit fünf Achsen, Ausführung mit Backsteinfassade und Blausteingewänden. Der Ladeneinbau stammt aus dem 19. Jahrhundert | 18. Jahrhundert                        | 03. Mai 1983       | 05334002 A 01404 |
| Wohnhaus                                              | Wohnhaus                                              | Eilfschornsteinstraße 8 Karte                                        | dreigeschossiges Gebäude mit zwei Achsen in den oberen zwei Geschossen und drei Achsen im Erdgeschoss, Fassade mit Klinker- und Putzausführung (Neurenaissance-Schmuckformen) | Zweite Hälfte des 19. Jahrhunderts     | 03. Mai 1983       | 05334002 A 01403 |
| Wohnhaus                                              | Wohnhaus                                              | Eilfschornsteinstraße 10 Karte                                       | |                                        | 25. August 1983    | 05334002 A 01397 |
| Wohnhäuser                                            | Wohnhäuser                                            | Eilfschornsteinstraße 12, 14 Karte                                   | Nr. 14: Wohnhaus der RWTH Aachen | Nr. 14: Keller um 1800; Aufbau um 1850 |                    |                  |
| Kármán-Forum                                          | Kármán-Forum                                          | Eilfschornsteinstraße 7–15 Karte                                     | erbaut nach Plänen von J. P. Volkamer | 1977                                   |                    |                  |
| Institut für Philosophie der RWTH Aachen              | Institut für Philosophie der RWTH Aachen              | Eilfschornsteinstraße 16 Karte                                       | ehemalige Mädchenrealschule | 1897/1898                              |                    |                  |
| Kármán-Auditorium der RWTH Aachen (Teile)             | Kármán-Auditorium der RWTH Aachen (Teile)             | Eilfschornsteinstraße 15 Karte                                       | |                                        |                    |                  |
| Reste der Inneren Stadtmauer                          | Reste der Inneren Stadtmauer                          | Eilfschornsteinstraße Karte                                          | parallel zum Templergraben | um 1200                                |                    |                  |
| Wohnhaus (Teile)                                      | Wohnhaus (Teile)                                      | Eintrachtstraße 1 Karte                                              | |                                        |                    |                  |
| Wohnhäuser                                            | Wohnhäuser                                            | Eintrachtstraße 2, 4–12 Karte                                        | |                                        |                    |                  |
| Wohnhaus                                              | Wohnhaus                                              | Eintrachtstraße 3 Karte                                              | |                                        |                    |                  |
| Wohn- / Geschäftshaus                                 | Wohn- / Geschäftshaus                                 | Elisabethstraße 4 Karte                                              | | 1898                                   | 07. Juni 1983      | 05334002 A 01402 |
| Wohnhaus                                              | Wohnhaus                                              | Elisabethstraße 6 Karte                                              | | 1898                                   |                    |                  |
| weitere Bilder                                        | Elisabethhalle                                        | Elisabethstraße 8–12 Karte                                           | nach Plänen von Stadtbaumeister Joseph Laurent | 1908–1911                              |                    |                  |
| Wohnhaus                                              | Wohnhaus                                              | Elisabethstraße 14 Karte                                             | |                                        |                    | 05334002 A 01422 |
| Wohnhaus                                              | Wohnhaus                                              | Elsassplatz 2 Karte                                                  | |                                        |                    |                  |
| Wohnhaus                                              | Wohnhaus                                              | Elsassplatz 12 Karte                                                 | |                                        |                    |                  |
| Wohnhäuser                                            | Wohnhäuser                                            | Elsassstraße 2a, 4 Karte                                             | |                                        |                    |                  |
| Wohnhäuser                                            | Wohnhäuser                                            | Elsassstraße 8, 10 Karte                                             | |                                        |                    |                  |
| Wohnhaus                                              | Wohnhaus                                              | Elsassstraße 9 Karte                                                 | |                                        |                    |                  |
| Wohnhaus                                              | Wohnhaus                                              | Elsassstraße 26 Karte                                                | |                                        |                    |                  |
| Wohnhaus                                              | Wohnhaus                                              | Elsassstraße 28 Karte                                                | |                                        |                    |                  |
| Wohnhäuser                                            | Wohnhäuser                                            | Elsassstraße 30, 32, 34, 36 Karte                                    | |                                        |                    |                  |
| Wohnhäuser                                            | Wohnhäuser                                            | Elsassstraße 27, 29, 31 Karte                                        | |                                        |                    |                  |
| Wohnhäuser                                            | Wohnhäuser                                            | Elsassstraße 35, 37, 39, 41, 43 Karte                                | |                                        |                    |                  |
| Wohnhaus (Teile)                                      | Wohnhaus (Teile)                                      | Elsassstraße 38 Karte                                                | |                                        |                    |                  |
| Wohnhäuser                                            | Wohnhäuser                                            | Elsassstraße 40, 42, 44, 46 Karte                                    | |                                        |                    |                  |
| Wohnhaus (Teile)                                      | Wohnhaus (Teile)                                      | Elsassstraße 45 Karte                                                | |                                        |                    |                  |
| Wohnhäuser                                            | Wohnhäuser                                            | Elsassstraße 47, 49 Karte                                            | |                                        |                    |                  |
| Wohnhaus                                              | Wohnhaus                                              | Elsassstraße 59 Karte                                                | |                                        |                    |                  |
| Wohnsiedlung Panneschopp                              | Wohnsiedlung Panneschopp                              | Elsassstraße 77–83 Karte                                             | Siedlungsbau für Fabrikarbeiter und belgisches Militärpersonal | 1929/30                                |                    |                  |
| Gut Entenpfuhl                                        | Gut Entenpfuhl                                        | Entenpfuhler Weg 11 Karte                                            | eingeschossige, weiß geschlämmte Dreiflügelanlage mit zweieinhalbgeschossigem Mittelteil in drei Achsen, Dächer abgewalmt | 18. Jh.                                |                    |                  |
| Gut Bodenhof                                          | Gut Bodenhof                                          | Eupener Straße 30 (Teile) Karte                                      | ehemalige Wasserburg mit zweigeschossigem Herrenhaus mit Mittelrisalit und runden Ecktürmen; 1438 erwähnt; 1586 bis 1655 Sitz der Familie Amya; 1655–1657 Neubau; 1694 beschädigt und 1696 Wiederaufbau; 1860 Austrocknung der Gräben und Erneuerung der Brücke. | 17. Jh.                                |                    |                  |
| Haus Eich – Wohnhaus + Blausteinportal + Einfriedung  | Haus Eich – Wohnhaus + Blausteinportal + Einfriedung  | Eupener Straße 138 Karte                                             | ehemaliger Gutshof der Familie Talbot-Keller, ab 1951 Bischöfliches Konvikt des Bistums Aachen, später Studienheim und Internat, heute Verbändehaus des Bistums. Ursprünglich vierflügelige Hofanlage in Backstein, Laurenz Mefferdatis zugeschrieben, Hauptgebäude in 6:2 Achsen zweigeschossig mit hohem Sockel, Mittelachsen risalitartig vorgezogen und mit Flachgiebel versehen, Walmdach, Blausteingewände, frei stehendes Blausteinportal; Anbauten aus dem 20. Jh. | 18. Jh.                                |                    |                  |
| „Lohmühlchen“                                         | „Lohmühlchen“                                         | Eupener Straße 176 Karte                                             | Zweigeschossiger weiß geschlämmter Bau in Backstein mit Blausteingewänden; Umbau 1975 | 1758                                   |                    |                  |
| Wohnhaus                                              | Wohnhaus                                              | Eupener Straße 191a Karte                                            | |                                        |                    |                  |
| Wohnhaus                                              | Wohnhaus                                              | Eupener Straße 217 Karte                                             | |                                        |                    |                  |
| Katholische Pfarrkirche St. Gregorius                 | Katholische Pfarrkirche St. Gregorius                 | Eupener Straße 222 Karte                                             | Kirchenbau mit ungewöhnlichem Grundriss. Architekt: Stefan Leuer | 1967                                   |                    | 3615             |
| Wohnhaus                                              | Wohnhaus                                              | Eupener Straße 318 Karte                                             | |                                        |                    |                  |
| Wohnhaus (Teile)                                      | Wohnhaus (Teile)                                      | Eupener Straße 322 Karte                                             | Die schmiedeeisernen Fenstergitter neben dem Eingang wurden 1930 nach deren Abriss vom kleinen Klüppel in Aachen transloziert. | 1930                                   |                    |                  |
| weitere Bilder                                        | „Alt-Linzenshäuschen“                                 | Eupener Straße 378 Karte                                             | ehemaliger Wacht- und Meldeturm des Aachener Reiches; später Forsthaus; seit 1999 Restaurant und Ausflugslokal | 15. Jh.                                |                    |                  |
| Wohnhaus                                              | Wohnhaus                                              | Eupener Straße 390 Karte                                             | Giebelständiger Fachwerkbau mit Mansarddach als Anbau zur ehemaligen „Gaststätte Köpfchen“ (HsNr.: 288; Baujahr 1864); Fassade halbrund vorgewölbt | Anfang 20. Jh.                         |                    |                  |
| Wohnhaus                                              | Wohnhaus                                              | Eupener Straße 403, 405, 407, 409 sowie dazugehör. Freiflächen Karte | |                                        |                    |                  |
| ehem. Zollhaus, Außenhülle und dazugehör. Freiflächen | ehem. Zollhaus, Außenhülle und dazugehör. Freiflächen | Eupener Straße 420 Karte                                             | |                                        |                    |                  |
| Erinnerungsstein Berliner Bär                         | Erinnerungsstein Berliner Bär                         | Europaplatz, Autobahnauffahrt zur A544 in Fahrtrichtung Köln Karte   | Kunststein aus Portlandzement, gefertigt durch die Fa. Dyckerhoff aus Wiesbaden, nach Vorlage der Bildhauerin Renée Sintenis. Eingemeißelt wurde der Stadtname Berlin, wie auch eine Kilometerangabe von 623,5 km. Westlichster Kilometerstein des Typus. |                                        | 10. Dezember 2015  | 05334002 A 03603 |
| Wohnhaus                                              | Wohnhaus                                              | Eynattener Straße 70 Karte                                           | |                                        |                    |                  |
| „Gut Feldchen“                                        | „Gut Feldchen“                                        | Feldchen 11a Karte                                                   | dreiflügeliger, weiß geschlämmter Backsteinhof, hofseitig durch Mauer mit Tordurchfahrt abgeschlossen, Wohnhaus zweigeschossig in 4:2 Achsen mit Blausteingewände im OG und Walmdach | Ende 18. Jh.                           |                    |                  |
| Gebäude                                               | Gebäude                                               | Feldstraße 5 Karte                                                   | Pferdeschlachthaus des ehemaligen Städtischen Schlacht- und Viehhofes Aachen; erbaut nach Plänen von Johannes Richter, Joseph Laurent und Karl Heuser; Backsteinhalle mit flachgeneigtem Satteldach und sechs Fensterachsen; fensterlose Schmalgiebel mit Treppengiebeln bekrönt; | 1894                                   |                    |                  |
| Burghaus Classen                                      | Burghaus Classen                                      | Fichthang 20 Karte                                                   | Herrschaftliche Villa in Form einer romanisch-gotischen Burg, Architekt: Friedrich Pützer. Bruchstein mit Werksteingewänden, Turmaufsatz und Erker in Fachwerk, große Parkanlage | um 1900                                |                    |                  |
| weitere Bilder                                        | Goldene Rose (Aachen)                                 | Fischmarkt 1 Karte                                                   | Erbaut nach 1656, renoviert 1954. Backsteinbau mit Blaustein-Fachwerk und Schwebegiebel. Frühere Bezeichnung „Zur Mark“. Marienfigur an der Fassade gesondert geschützt. | 1656                                   |                    | 05334002 A 03071 |
| weitere Bilder                                        | Grashaus                                              | Fischmarkt 3 Karte                                                   | Erstes Aachener Rathaus, Grundmauern aus karolingischer Zeit; nach 1656 Generalsanierung; 1886–1889 Umbau durch Stadtbaumeister Joseph Laurent | 1267                                   |                    |                  |
| weitere Bilder                                        | Wohnhaus                                              | Fischmarkt 4 Karte                                                   | ehemaliges „Dreikaiserhaus“; viergeschossiges Backsteingebäude mit Ecktürmchen und Erkern im neugotischen Stil nach Plänen von Heinrich Dürr | 1888                                   |                    |                  |
| Wohnhaus                                              | Wohnhaus                                              | Fischmarkt 6 Karte                                                   | |                                        |                    |                  |
| Wohnhaus                                              | Wohnhaus                                              | Fischmarkt 7 Karte                                                   | |                                        |                    |                  |
| Wohnhaus                                              | Wohnhaus                                              | Fischmarkt 8 Karte                                                   | |                                        |                    |                  |
| Wohnhäuser                                            | Wohnhäuser                                            | Fischmarkt 10 Karte                                                  | |                                        |                    |                  |
| Wohnhaus                                              | Wohnhaus                                              | Försterstraße 1 Karte                                                | |                                        |                    |                  |
| Wohnhaus                                              | Wohnhaus                                              | Försterstraße 3 Karte                                                | |                                        |                    |                  |
| Wohnhaus                                              | Wohnhaus                                              | Försterstraße 5 Karte                                                | Architekt: Arnold Königs; zwei Geschosse, zwei Achsen, zweiachsige Giebelvorblendung, Vorbau aus drei Geschossen auf der rechten Hausseite, Putzfassade, Dekor: Neobarock | um 1906                                |                    |                  |
| Wohnhaus                                              | Wohnhaus                                              | Försterstraße 7 Karte                                                | |                                        |                    |                  |
| Wohnhaus                                              | Wohnhaus                                              | Försterstraße 8 Karte                                                | |                                        |                    |                  |
| Wohnhaus                                              | Wohnhaus                                              | Försterstraße 9 Karte                                                | |                                        |                    |                  |
| Wohnhaus                                              | Wohnhaus                                              | Försterstraße 10 Karte                                               | |                                        |                    |                  |
| Wohnhaus                                              | Wohnhaus                                              | Försterstraße 12 Karte                                               | |                                        |                    |                  |
| Wohnhaus                                              | Wohnhaus                                              | Försterstraße 14 Karte                                               | erbaut nach Plänen von Johann Sieprath |                                        |                    |                  |
| Wohnhaus                                              | Wohnhaus                                              | Försterstraße 18 Karte                                               | |                                        |                    |                  |
| Wohnhaus                                              | Wohnhaus                                              | Försterstraße 20 Karte                                               | |                                        |                    |                  |
| Wohnhäuser                                            | Wohnhäuser                                            | Försterstraße 22, 24 Karte                                           | |                                        |                    |                  |
| Wohnhaus                                              | Wohnhaus                                              | Försterstraße 27 Karte                                               | |                                        |                    |                  |
| Wohnhaus                                              | Wohnhaus                                              | Försterstraße 28 Karte                                               | von 1941 bis 1944 Judenhaus |                                        |                    |                  |
| Wohnhaus                                              | Wohnhaus                                              | Franzstraße 40 Karte                                                 | Rekonstruktion der Fassade von 1725 nach einem idealisierten Schema. Sämtliche Fenster erhielten wieder Stöcke bzw. Kreuzstöcke, Erdgeschoss vollständig in Blaustein rekonstruiert |                                        |                    |                  |
| Haus des Deutschen Ostens                             | Haus des Deutschen Ostens                             | Franzstraße 74-76 Karte                                              | |                                        |                    |                  |
| Wohnhaus                                              | Wohnhaus                                              | Franzstraße 113 Karte                                                | |                                        |                    |                  |
| Wohnhaus (Teile)                                      | Wohnhaus (Teile)                                      | Franzstraße 117 Karte                                                | |                                        |                    |                  |
| weitere Bilder                                        | Marschiertor                                          | Franzstraße Karte                                                    | Toranlage der äußeren Stadtmauer | 1257–1300                              |                    |                  |
| Wohnhaus                                              | Wohnhaus                                              | Frère-Roger-Straße 1 Karte                                           | |                                        |                    |                  |
| Haus der Evangelischen Kirche                         | Haus der Evangelischen Kirche                         | Frère-Roger-Straße 6–10 Karte                                        | |                                        |                    |                  |
| Wohnhaus                                              | Wohnhaus                                              | Friedlandstraße 2 (Teile) Karte                                      | Eingangstore und Zaun der ehemaligen Villa Delius; Architekt Georg Frentzen | 1888                                   |                    |                  |
| weitere Bilder                                        | „Elisenbrunnen“                                       | Friedrich-Wilhelm-Platz 13b Karte                                    | klassizistischer Bau nach Plänen von Johann Peter Cremer und Karl Friedrich Schinkel; Offene Wandelhalle mit Säulenvorbau; Rückwärtiger Teil auf den Resten der Inneren Stadtmauer errichtet | 1822–1827                              |                    |                  |
| Wohnhaus                                              | Wohnhaus                                              | Friesenstraße 3 Karte                                                | |                                        |                    |                  |
| Wohnhaus                                              | Wohnhaus                                              | Friesenstraße 4, 6 Karte                                             | |                                        |                    |                  |
| Wohnhaus                                              | Wohnhaus                                              | Friesenstraße 7 Karte                                                | |                                        |                    |                  |
| Wohnhaus                                              | Wohnhaus                                              | Gartenstraße 1 Karte                                                 | |                                        | 3. Mai 1983        | 05334002 A 01406 |
| Wohnhaus                                              | Wohnhaus                                              | Gartenstraße 2 Karte                                                 | |                                        | 25. Juni 1982      | 05334002 A 00022 |
| Wohnhaus                                              | Wohnhaus                                              | Gartenstraße 3 Karte                                                 | |                                        | 20. September 1983 | 05334002 A 01425 |
| Wohnhaus                                              | Wohnhaus                                              | Gartenstraße 4 Karte                                                 | |                                        | 10. Januar 1983    | 05334002 A 00850 |
| Wohnhaus                                              | Wohnhaus                                              | Gartenstraße 5 Karte                                                 | |                                        | 15. November 1982  | 05334002 A 00851 |
| Wohnhäuser                                            | Wohnhäuser                                            | Gartenstraße 7, 9, 11 Karte                                          | |                                        |                    |                  |
| Wohnhaus                                              | Wohnhaus                                              | Gartenstraße 18 Karte                                                | |                                        |                    |                  |
| Wohnhäuser                                            | Wohnhäuser                                            | Gartenstraße 32, 34 Karte                                            | |                                        |                    |                  |
| Wohnhäuser                                            | Wohnhäuser                                            | Gartenstraße 40, 42, 44 Karte                                        | |                                        |                    |                  |
| Wohnhäuser                                            | Wohnhäuser                                            | Gartenstraße 46, 48, 50 Karte                                        | |                                        |                    |                  |
| Wohnhäuser                                            | Wohnhäuser                                            | Gartenstraße 52 Karte                                                | |                                        |                    |                  |
| Wohnhäuser                                            | Wohnhäuser                                            | Gasborn 21, 23, 25 Karte                                             | |                                        |                    |                  |
| Wohnhaus                                              | Wohnhaus                                              | Gasborn 31 Karte                                                     | |                                        |                    |                  |
| Wohnhäuser                                            | Wohnhäuser                                            | Gerlachstraße 6, 8, 10 Karte                                         | |                                        |                    |                  |
| Wohnhäuser                                            | Wohnhäuser                                            | Gerlachstraße 9, 11 Karte                                            | |                                        |                    |                  |
| Wohnhäuser                                            | Wohnhäuser                                            | Gerlachstraße 12, 14, 16 Karte                                       | |                                        |                    |                  |
| Wohnhaus, Eingangstor und Garagenzufahrtstor          | Wohnhaus, Eingangstor und Garagenzufahrtstor          | Giselastraße 1 Karte                                                 | |                                        |                    |                  |
| Wohnhaus                                              | Wohnhaus                                              | Giselastraße 6 Karte                                                 | |                                        |                    |                  |
| Wohnhäuser                                            | Wohnhäuser                                            | Goethestraße 3 Karte                                                 | |                                        |                    |                  |
| Wohnhäuser                                            | Wohnhäuser                                            | Goethestraße 5–7 Karte                                               | |                                        |                    |                  |
| Wohnhäuser                                            | Wohnhäuser                                            | Goethestraße 4, 6 Karte                                              | |                                        |                    |                  |
| Wohnhaus                                              | Wohnhaus                                              | Goethestraße 10 Karte                                                | | 1908                                   |                    |                  |
| Wohnhaus                                              | Wohnhaus                                              | Goethestraße 11 Karte                                                | |                                        | 08. November 1982  | 05334002 A 00707 |
| Wohnhaus                                              | Wohnhaus                                              | Goethestraße 14 Karte                                                | | 1907                                   | 22. Juni 1984      | 05334002 A 02818 |
| Wohnhaus                                              | Wohnhaus                                              | Goethestraße 18 Karte                                                | |                                        |                    |                  |
| Wohnhaus (Teile)                                      | Wohnhaus (Teile)                                      | Goethestraße 27–29 Karte                                             | Eingangsbereich der ehemaligen städtischen klinischen Anstalten |                                        |                    |                  |
| Wohnhaus                                              | Wohnhaus                                              | Gottfriedstraße 12 Karte                                             | |                                        |                    |                  |
| Wohnhaus                                              | Wohnhaus                                              | Gottfriedstraße 14 Karte                                             | |                                        |                    |                  |
| Wohnhaus                                              | Wohnhaus                                              | Gottfriedstraße 16 Karte                                             | |                                        |                    |                  |
| Wohnhaus                                              | Wohnhaus                                              | Gottfriedstraße 18 Karte                                             | |                                        |                    |                  |
| Wohnhaus                                              | Wohnhaus                                              | Gottfriedstraße 20 Karte                                             | |                                        |                    |                  |
| Wohnhaus                                              | Wohnhaus                                              | Gottfriedstraße 22 Karte                                             | |                                        |                    |                  |
| Wohnhaus                                              | Wohnhaus                                              | Gottfriedstraße 24 Karte                                             | |                                        |                    |                  |
| Wohnhaus                                              | Wohnhaus                                              | Gottfriedstraße 28 Karte                                             | |                                        |                    |                  |
| Wohnhaus                                              | Wohnhaus                                              | Gottfriedstraße 30 Karte                                             | |                                        |                    |                  |
| „Johanneshof“                                         | „Johanneshof“                                         | Grindelweg 25 Karte                                                  | ehemaliger Landsitz des Regiment-Kommandeurs Hans Benno Hermann von Luttitz (1869–1934), später Demeterhof, heute Anwaltskanzlei | 1903                                   |                    |                  |
| Wohn- / Geschäftshaus                                 | Wohn- / Geschäftshaus                                 | Großkölnstraße 38 Karte                                              | |                                        |                    |                  |
| Wohn- / Geschäftshäuser                               | Wohn- / Geschäftshäuser                               | Großkölnstraße 74–76, 78 Karte                                       | Entwurf HsNr. 78 von Johann Joseph Couven |                                        |                    |                  |
| weitere Bilder                                        | Citykirche St. Nikolaus                               | Großkölnstraße Karte                                                 | als Klosterkirche der Franziskaner-Minoriten errichtet, 1951 nach Originalplänen generalsaniert | 1281                                   |                    |                  |
| Splitterschutzzelle                                   | Splitterschutzzelle                                   | Grüner Weg Karte                                                     | |                                        |                    | 3629             |
| Wohnhäuser                                            | Wohnhäuser                                            | Guaitastraße 1, 3, 5 Karte                                           | |                                        |                    |                  |
| Wohnhäuser                                            | Wohnhäuser                                            | Guaitastraße 2, 4, 6, 8, 10 Karte                                    | |                                        |                    |                  |
| Wohnhäuser                                            | Wohnhäuser                                            | Guaitastraße 14, 16, 18 Karte                                        | |                                        |                    |                  |
| Wohnhäuser                                            | Wohnhäuser                                            | Guaitastraße 15, 17, 19 Karte                                        | |                                        |                    |                  |
| Wohnhäuser                                            | Wohnhäuser                                            | Guaitastraße 20, 22–24 (Teile) Karte                                 | |                                        |                    |                  |
| Teile der Hofanlage Gut Grenzhof                      | Teile der Hofanlage Gut Grenzhof                      | Gut Grenzhof 2 (ehem. Eupener Straße 386) Karte                      | ehemaliges Gärtner- und Pförtnerhaus am Eingang des Zufahrtsweges; zweigeschossiges giebelständiges im Landhausstil und in Fachwerk errichtetes Haus mit eingeschossigem Traufanbau | 1901                                   |                    |                  |
| Teile der Hofanlage Gut Grenzhof                      | Teile der Hofanlage Gut Grenzhof                      | Gut Grenzhof 5–45 (ehem. Eupener Straße 386) Karte                   | vierflügeliger zweigeschossiger verputzter Gutshof; runderneuert 1922/1923; | 1849/1850                              |                    |                  |